# Girardwithius pumilus
Genre
Espèce
Girardwithius pumilus, unique représentant du genre Girardwithius, est une espèce de pseudoscorpions de la famille des Withiidae.

## Distribution
Cette espèce se rencontre en Côte d'Ivoire et en Guinée.

## Habitat
Ce pseudoscorpion se rencontre dans des termitières mortes de Macrotermes sp..

## Description
Les mâles mesurent de 1,58 à 1,80 mm.

## Étymologie
Ce genre est nommé en l'honneur de Claude Girard du laboratoire d'entomologie du muséum national d'histoire naturelle.

## Publication originale
- Heurtault, 1994 : Un cas indirect de phorésie: les pseudoscorpions Withiidae des termitières mortes de Macrotermes en Afrique tropicale. Bollettino dell'Accademia Gioenia di Scienze Naturali, vol. 26, p. 189-208 (texte intégral).